# بخش آسمینون
بخش آسمینون، یکی از بخش‌های شهرستان منوجان در استان کرمان ایران است. مرکز این بخش، شهر نودژ است.

## تقسیمات کشوری
- بخش آسمینون
  - دهستان بجگان
  - دهستان نودژ

شهر: نودژ

## جمعیت
بر پایه سرشماری عمومی نفوس و مسکن در سال ۱۳۹۵، جمعیت بخش آسمینون برابر با ۱۶٬۲۶۸ نفر بوده‌است.